# Église Saint-Étienne de Chepniers
L'église Saint-Étienne est une église située à Chepniers, dans le département français de la Charente-Maritime en région Nouvelle-Aquitaine.

## Historique
L'église est inscrite au titre des monuments historiques par arrêté du 13 mars 1935.

## Galerie

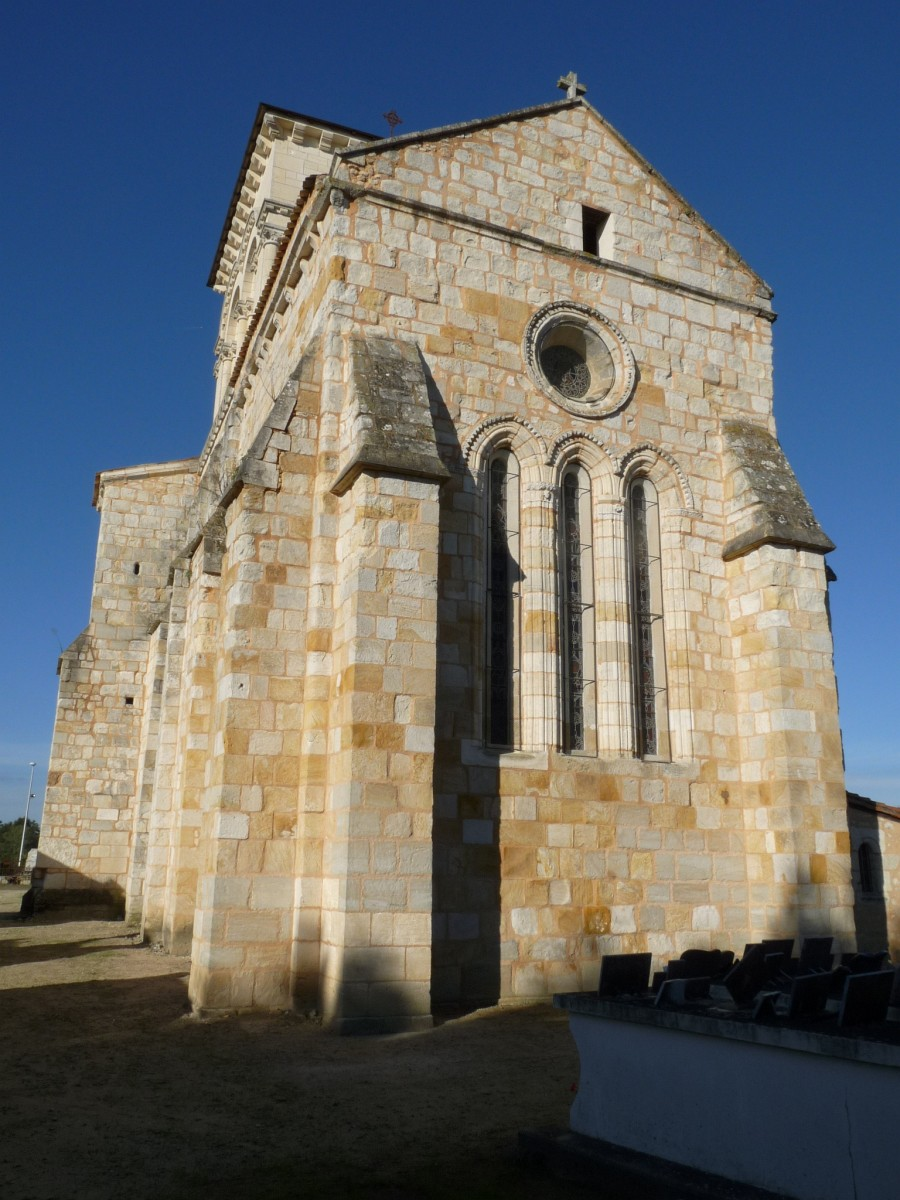
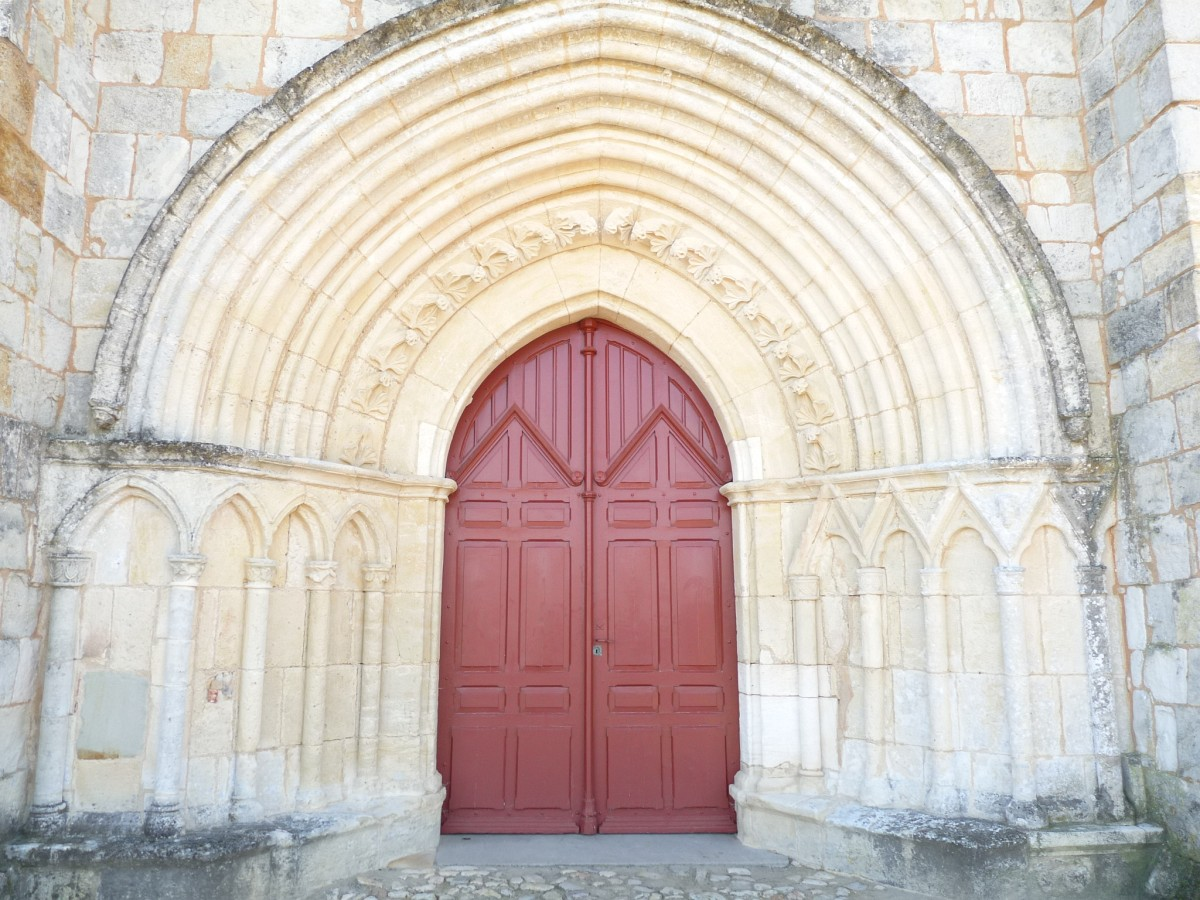
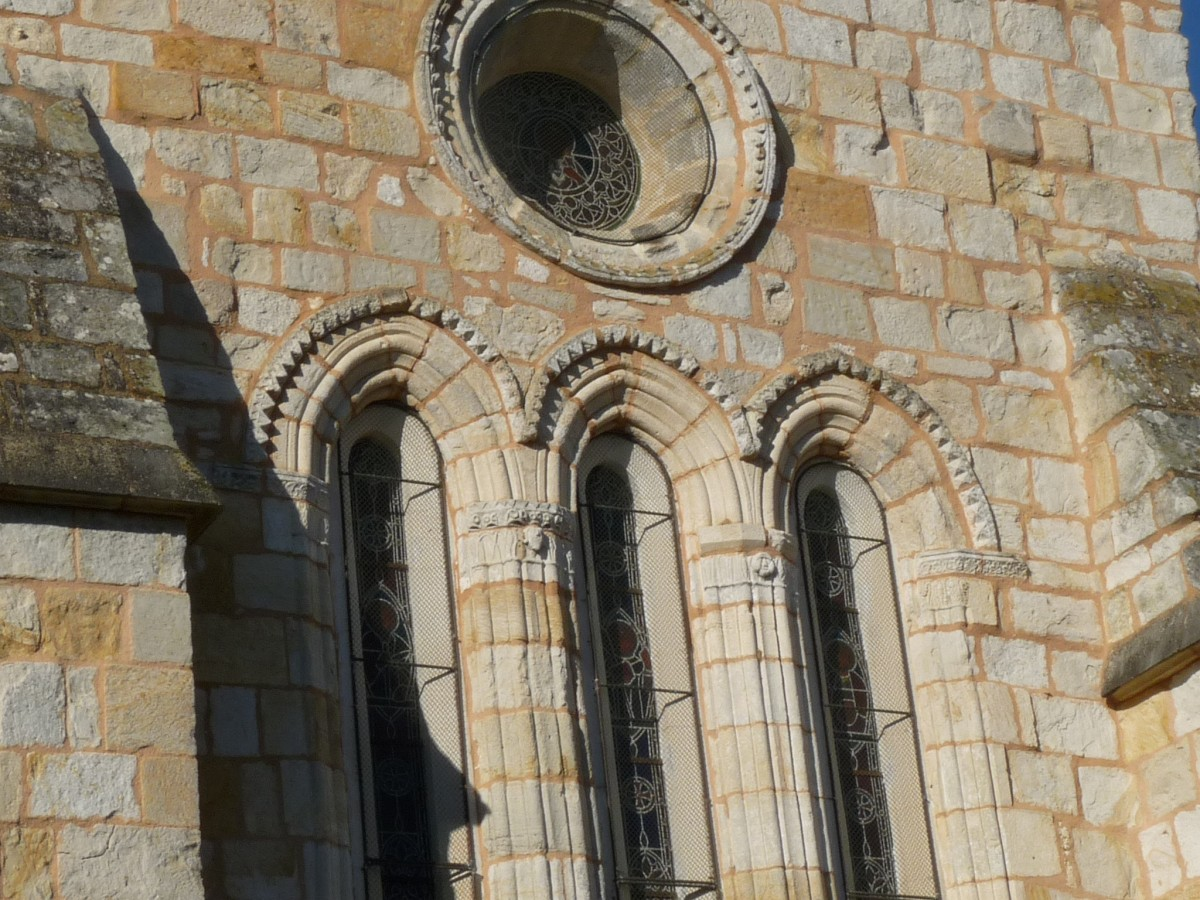